# Barbara M. Watson

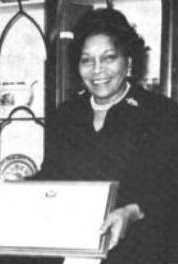
Barbara M. Watson

Barbara Mae Watson (* 5. November 1918 in New York City; † 17. Februar 1983 in Washington, D.C.) war eine US-amerikanische Diplomatin und 1968 bis 1974 sowie von 1977 bis 1980 Assistant Secretary of State for Consular Affairs und von 1980 bis 1981 Botschafterin in Malaysia.

## Leben
Watson wurde am 5. November 1918 in New York City als Tochter von James S. Watson, dem ersten afroamerikanischen Richter in New York City, und seiner Frau Violet Lopez. Sie erhielt 1943 ihren Bachelor vom Barnard College, arbeitete drei Jahre lang als interviewer im United Seamen’s Service, und gründete 1946 eine Modelagentur, die sie zehn Jahre lang leitete. Von 1952 bis 1953 engagierte sie sich für die Demokratische Partei im Staat New York als research assistant, von 1956 bis 1957 bei Christophers, einer katholischen Non-Profit-Organisation, und von 1958 bis 1959 beim Hampton Institute als foreign student adviser. 1962 erhielt sie einen Bachelor of Laws. Darauf arbeitete sie bei dem New York City Board of Statutory Consolidation, dem New York City Corporation Counsel law department und der New York City Commission to the United Nations. Mitglied des Außenministeriums der Vereinigten Staaten wurde sie 1966, worauf sie zwei Jahre lang als special assistant im Bureau of Administration und darauf als deputy administrator und acting administrator im Bureau of Security and Consular Affairs arbeitete, zu dessen administrator sie 1968 vom Präsident Lyndon B. Johnson ernannt wurde. Sie bekleidete damit als erste Frau und erste Afroamerikanerin ein Amt im Außenministerium ein Rang, das mit dem eines Assistant Secretary of State gleichwertig ist, und führte das Amt bis zum 31. Dezember 1974 aus. Nachdem sie zwei Jahre lang als Dozentin und Anwältin gearbeitet hatte, kehrte sie 1977 als administrator ins Bureau of Security and Consular Affairs zurück. Einige Monate nach ihrem erneuten Amtsantritt wurde der Posten zu Assistant Secretary of State for Consular Affairs umbenannt. 1980 ernannte sie der Präsident Jimmy Carter zur Botschafterin in Malaysia. 1981 legte sie das Amt wieder ab. Sie verstarb zwei Jahre später in Washington, D. C.